# Ponte di Howrah
Il ponte di Howrah (in inglese Howrah Bridge è un ponte del Bengala Occidentale, in India, che supera l'Hughli, un ramo del Gange. Il 14 giugno 1965 fu ribattezzata Rabindra Setu dal grande poeta bengalese Rabindranath Tagore, che fu il primo premio Nobel indiano e asiatico.